# 三重県道45号合ヶ野松阪線
三重県道45号合ヶ野松阪線（みえけんどう45ごう ごがのまつさかせん）は、三重県松阪市を通る主要地方道（三重県道）である。

## 概要

### 路線データ
- 起点：松阪市嬉野合ヶ野町（三重県道30号嬉野美杉線交点）
- 終点：松阪市伊勢寺町（三重県道59号松阪第2環状線交点）
- 総延長：12.193 km

## 歴史
- 1993年（平成5年）5月11日 - 建設省から、県道合ヶ野松阪線が合ヶ野松阪線として主要地方道に指定される[1]。

## 地理

### 通過する自治体
- 松阪市

### 交差する道路
- 三重県道30号嬉野美杉線（起点）
- 三重県道59号松阪第2環状線（終点）

### 沿線にある施設など
- 飯福田寺
- 堀坂山
  - 堀坂峠
- 松阪森林公園

## 参考資料
- 『県別マップル24 三重県道路地図』（昭文社、2009年3版1刷発行、ISBN 978-4-398-62474-1 、50,53,67ページ）